# Agathosma foetidissima
Agathosma foetidissima är en vinruteväxtart som först beskrevs av Bartl. & Wendl., och fick sitt nu gällande namn av Ernst Gottlieb von Steudel. Agathosma foetidissima ingår i släktet Agathosma och familjen vinruteväxter. Inga underarter finns listade i Catalogue of Life.